# アダックス
アダックス（Addax nasomaculatus）は、偶蹄目ウシ科アダックス属に分類される偶蹄類。本種のみでアダックス属を構成する。

## 分布
チャド、ニジェール、モーリタニア。アルジェリア、エジプト、スーダン、リビアでは絶滅。チュニジア、モロッコに再導入。

## 形態
体長オス120 - 170センチメートル、メス95 - 110センチメートル。尾長25 - 35センチメートル。肩高オス105 - 115センチメートル、メス95 - 110センチメートル。体重オス100 - 125キログラム、メス60 - 90キログラム。皮膚（特に頸部）は分厚く、強力な直射日光からも身を守ることができる。眼下部の体毛は房状に伸長し、喉や頸部の体毛もやや伸長する。頸部背面の体毛は伸長し、鬣状になる。腹面や臀部、四肢は白い。額は黒褐色の長い体毛で被われる。鼻の上部にはアルファベットの「X」字状の白い斑紋が入る。種小名nasomaculausは「鼻に斑点のある」の意。
雌雄共に1回半から3回捻れた栓抜き状の角がある。角長オス60 - 109センチメートル。メス55 - 80センチメートル。角基部からの66 - 77%までの位置には30 - 35本の環状の隆起がある。主蹄は扁平で幅広く、先端は丸みを帯びる。蹄が左右に大きく開き、これにより接地面積を大きくすることで体重が分散して砂に埋まりにくくなり砂漠での移動に適している。蹄の間（蹄間腺）に臭腺がある。
出産直後の幼獣は体重4.8 - 7キログラム。夏季は頸部や胴体の毛衣が白っぽい灰褐色や白、冬季は毛衣が灰黄褐色や汚灰色。乳頭の数は4個。

## 生態
砂丘や礫砂漠に生息する。主に薄明時や夜間に活動する。2 - 20頭の群れを形成して生活し、以前は1,000頭以上の大規模な群れを形成し移動することもあった。食物や雨を求めて移動する。速く走行したり、長距離を走行することはできない。
食性は植物食で、草本、低木の葉、地下茎などを食べる。地下茎は角で掘り起こして食べる。水分は食物や朝露から摂取する。水を飲まなくても1か月以上は生活することができ、場合によっては体内で脂肪を変化させ水を生成する。
捕食者はチーター・ヒョウ・ライオン・リカオンなどが挙げられ、カラカル・サーバル・ブチハイエナなどは幼獣を襲う。
繁殖形態は胎生。妊娠期間は257 - 270日。北部個体群は冬季から春季、南部個体群は1 - 4月中旬か9 - 10月に1回に1頭の幼獣を産む。授乳期間は6 - 9か月。オスは生後2 - 3年、メスは生後1年6か月で性成熟する。飼育下での寿命は25年8か月の記録がある。

## 人間との関係
体が重く動きが緩慢なため生息地では狩猟の対象とされ肉は食用とされ、毛皮は靴やサンダルの原料に、角は塩を掘るのに利用された。
軍事関係者や石油事業者の車と銃を用いた近代的な乱獲、観光客による撹乱などにより生息数は激減し、旱魃や個体数減少による個体群の分断・縮小化、近親交配も懸念されている。野生個体群はニジェールのみに生息し、小規模な個体群や単体はニジェールとチャドの間にあるTenere砂漠でも見られる。これらの個体が移動し、まれに絶滅したアルジェリアやリビアで発見された例もある。2007年にモーリタニア中部の20年以上発見例がない地域で目撃例があった。1993年における生息数はチュニジアとモロッコでは囲われた保護区に再導入されている。
1996年現在2,352頭が飼育されている。

## 画像

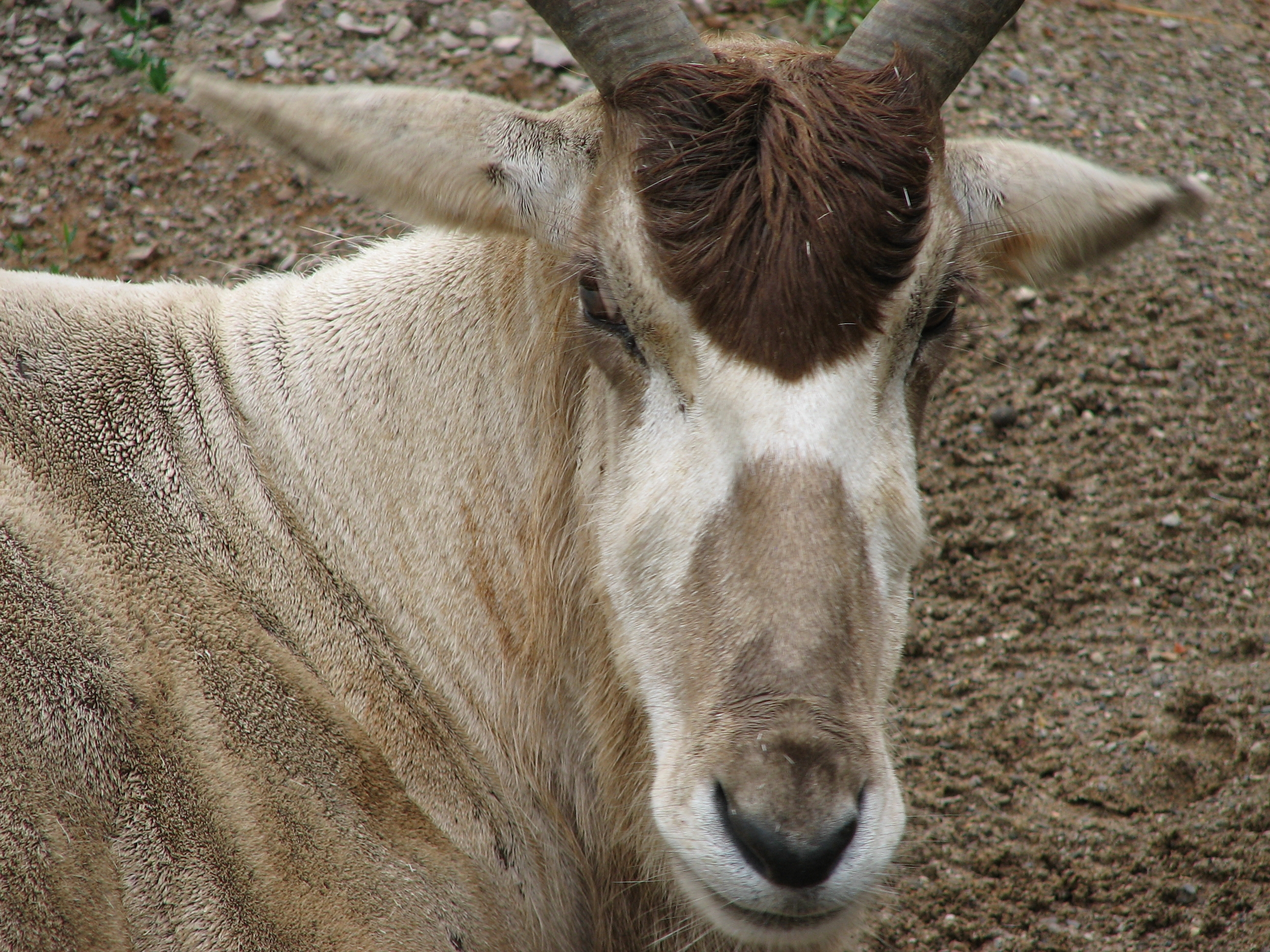
頭部